# Energía de interacción
En física, una interacción de energía es la contribución para la energía total que es causada por una interacción entre los objetos que están siendo considerados. La interacción de energía generalmente depende de la posición relativa de los objetos. Por ejemplo, {\displaystyle Q_{1}Q_{2}/(4\pi \epsilon _{0}\Delta _{r})} es la interacción electrostática energética entre dos objetos con carga {\displaystyle Q_{1}} y {\displaystyle Q_{2}} respectivamente.

## Interacción de energía supermolecular
Un sencillo enfoque para la evaluación de la interacción de energía es calcular la diferencia entre la energía de objetos aislados y sus complementos. En el caso de dos objetos, {\displaystyle A} y {\displaystyle B}, la interacción de energía puede ser escrita como:
{\displaystyle \ \Delta E_{\text{int}}=E(A,B)-(E(A)+E(B)),}
donde {\displaystyle E(A)} y {\displaystyle E(B)} son las energías de los objetos aislados (monómeros), y {\displaystyle E(A,B)} la energía de interacción de su complemento (dímero). 
Para grandes sistemas, consistentes de {\displaystyle N} objetos, este procedimiento puede ser generalizado para proporcionar el total de la energía de interacción para muchos cuerpos:
{\displaystyle \ \Delta E_{\text{int}}=E(A_{1},A_{2},{\ldots },A_{N})-\sum _{i=1}^{N}E(A_{i}).}
En el cálculo de la energía para monómeros, dímeros, trímeros, etc., en un sistema de {\displaystyle N} objetos, un completo conjunto de dos, tres y hasta {\displaystyle N} cuerpos en interacción de energía puede ser derivado.
El enfoque supermolecular tiene una importante desventaja, y es que la energía de interacción final es usualmente mucho más pequeña que la energía total de la cual es calculada, y por lo tanto contiene una mucho más grande incertidumbre.